# 북대서양 조약 기구의 대외 관계
| 나토 회원국 회원국 실행 프로그램 | 기회 향상 파트너 개별 파트너십 실행 프로그램 평화 파트너십 |

다음 6가지 색상은 나토와 그 국가의 관계를 설명하고 있다.
나토 회원국
회원국 실행 프로그램
기회 향상 파트너
개별 파트너십 실행 프로그램
평화 파트너십

북대서양 조약 기구(영어: North Atlantic Treaty Organization 노스 애틀런틱 트리티 오르가니제이션, 나토[*], 프랑스어: Organisation du traité de l'Atlantique nord 오흐가니쟈시옹 듀 트헤테 드 라틀란티끄 노흐, 오땅[*])는 전 세계의 많은 비 회원국과 대외 관계를 유지하고 있다. 나토는 일반적으로 회원국과 비 회원국 간의 협력 관계에 대한 틀을 제공하는 많은 프로그램을 운영하고 있다. 이러한 프로그램들은 유럽-대서양 협력 위원회와 평화를 위한 동반자 관계를 포함한다.

## 유럽
현재 군사적 동맹에 비동맹을 선언한 EU 회원국은 오스트리아, 키프로스, 아일랜드, 몰타 등 4개 국가이며, 이들은 나토 회원국이 아니다. 또한 전 영토가 유럽연합 회원국으로 둘러싸인 스위스도 비EU국가로 중립을 유지하고 있다. 키프로스를 제외한 이들 국가는 모두 평화를 위한 동반자 관계에 가입하였다. 나토는 안도라, 리히텐슈타인, 모나코, 산마리노, 바티칸 시국 등 유럽 5개 소국과도 대외 관계를 맺고 있는 것으로 알려졌다. 이들 소국(중립국이고 나토 회원국에 둘러싸여 있으며 명목상의 군대만 보유)은 유럽안보협력기구에 속하지만 나토의 평화를 위한 동반자 관계에는 참여하지 않는다.

### 아르메니아
아르메니아는 나토 회원국들과 긍정적인 관계를 유지해왔고 평화를 위한 동반자 프로그램, 유럽-대서양 동반자 협의회 및 개별 동반자 행동 계획에 가입했다. 그러나 아르메니아의 정책이 종종 러시아와 더 밀접하게 일치하고 독립 국가 연합과 집단 안보 조약 기구의 회원국으로 남아 있기 때문에 나토에 가입할 가능성은 낮다. 아르메니아는 2009년 5월 8일 나토 사무총장의 친아제르바이잔 발언 때문에 조지아에서 나토 군사 훈련에 참여하지 않았고, 아르메니아가 결국 나토에 가입할 가능성을 훨씬 더 낮추었다. 그러나 아르메니아는 특정 나토 평화 유지 활동에 참여한다. 아르메니아는 나토가 이끄는 국제 안보 지원군(ISAF)의 일부로 아프가니스탄에 약 130명의 군인을 배치했다. 그들은 쿤두즈의 공항을 보호하는 독일군 지휘 하에 복무하고 있었다.
2023년 9월 3일, 아르메니아의 총리 니콜 파시냔은 아르메니아가 안보를 보장하기 위해 오로지 러시아에 의존하는 것은 전략적 실수라고 말했다. 파시얀은 아르메니아가 특히 유럽 연합 및 미국과 함께 안보 체계를 다양화하려고 노력하고 있음을 확인했다. 2024년 2월 23일, 아르메니아의 총리 니콜 파시냔은 아르메니아가 CSTO에 참여을 일시 정지했다고 확인하였다. 파시얀은 생방송 인터뷰에서 "우리는 실질적인 측면에서 이 조약에 대한 우리의 참여를 동결했다"며 "CSTO의 가입은 검토 중"이라고 말했다. 2024년 2월 28일, 국회 연설에서 파시냔은 CSTO가 "아르메니아의 국가 안보에 대한 위협"이라고 덧붙였다.

### 오스트리아

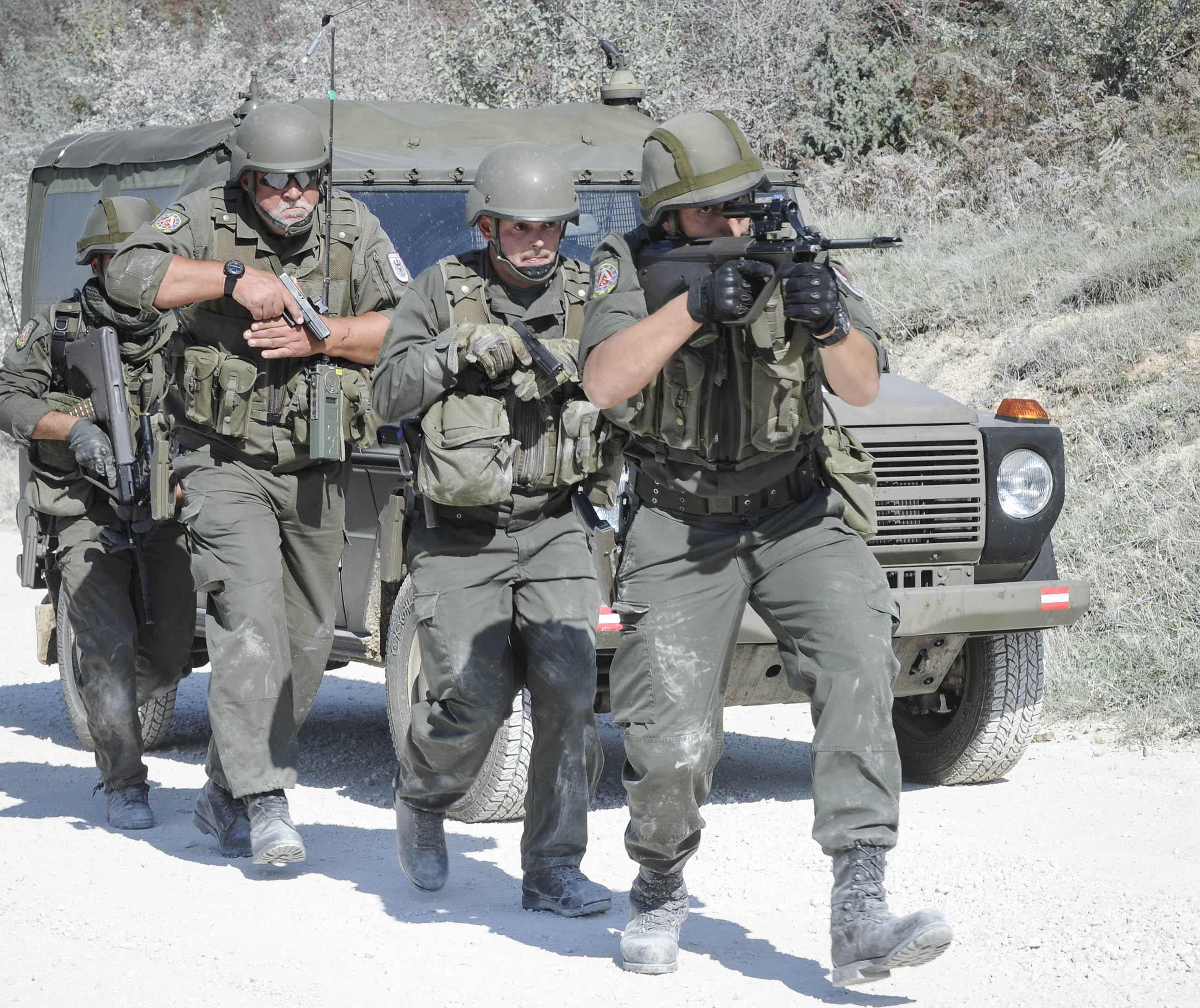
보스니아헤르체고비나 평화유지활동 중인 오스트리아군

오스트리아도 독일과 마찬가지로 연합국 통제이사회에 의해 제2차 세계대전 이후 승리한 연합국 4개국이 점령했다. 소련은 독일과 동시에 진행된 점령 종식 협상에서 오스트리아를 통일시키는 과정에서 스위스 중립 모델을 채택할 것을 주장했다. 미국은 이로 인해 서독이 소련의 비슷한 중립 제안을 독일 통일의 조건으로 받아들이도록 유도할 수 있다고 우려했다. 서독의 나토 가입 직후인 1955년 5월, 당사국들은 오스트리아와 소련 간의 전월 체결한 모스크바 각서에 상당한 부분을 근거한 오스트리아 국가 조약(Austrian State Treaty)에 합의했다. 조약 자체가 오스트리아의 중립을 약속한 것은 아니지만, 이후 그해 10월 중립 선언과 함께 오스트리아 헌법에 편입됐다. 이 선언은 오스트리아가 군사 동맹에 가입하거나 국경 내에 외국의 군사기지를 설치하거나 전쟁에 참가하는 것을 금지하고 있다.
오스트리아의 유럽 연합(또는 그 이전 조직) 가입은 오스트리아의 중립성으로 인해 논란이 되었다. 오스트리아는 냉전에서 중립을 선언한 두 북유럽 국가 (스웨덴과 핀란드)와 함께 1995년에야 가입했다. 오스트리아는 1995년 나토의 평화 파트너십에 가입했으며 나토의 유럽-대서양 파트너십 이사회에 참여한다. 오스트리아 군대는 또한 유엔 평화 유지 활동에 참여하며 코소보, 레바논, 보스니아 헤르체고비나를 포함한 여러 국가에 2022년 현재 배치되어 있으며 2009년부터 EUFOR 임무를 이끌고 있다. 오스트리아 인민당(OEVP)의 2016년 대통령 후보이자 우파 정치인 안드레아스 콜은 2022년 러시아의 우크라이나 침공에 비추어 오스트리아를 위한 나토 가입을 지지한다고 주장했으며 2000년부터 2007년까지 역시 OEVP의 볼프강 쉬셀 총리는 유럽 통합의 일환으로 나토 가입을 지지했다. 그러나 칼 네함메르 현 총리는 오스트리아의 중립을 다시 시작하자는 아이디어를 거부했으며 나토 가입은 오스트리아 대중에게 널리 인기가 없다. 오스트리아 통신사의 2022년 5월 조사에 따르면 오스트리아인 중 14%만이 나토 가입을 지지했으며 75%는 반대했다.

### 아제르바이잔
아제르바이잔은 원래 집단안보조약기구 회원국이었으나 1999년 아제르바이잔의 중립국 정책을 약속했다. 2003년 일함 알리예프 대통령이 집권한 이후 일반적으로 비동맹(나고르노-카라바흐를 둘러싼 아르메니아와의 갈등이 해결되지 않아 중립성은 아님)을 지지해온 반면, 아제르바이잔은 2009년 나토 군사훈련과 고위급 회의를 개최했다. 아제르바이잔은 2011년 비동맹운동 정회원국이 되면서 지정학적/군사적 구조 관계자와 동조하지 않는다는 방침을 세웠다.

### 보스니아 헤르체고비나
1995년 나토의 보스니아 헤르체고비나 폭격은 당시 전쟁범죄를 자행한 보스니아 세르비아군을 겨냥했고, 국제적인 압력과 함께 보스니아 전쟁의 해결과 1995년 데이턴 협정의 서명으로 이어졌다. 그 이후, 나토는 이행군과 안정화군, 그리고 다른 평화 유지 활동을 이끌었다.
보스니아 헤르체고비나는 2006년 나토의 평화를 위한 동반자 프로그램에 가입하였고, 2007년 3월 안보협력에 관한 협정에 서명하였다. 이 국가는 2008년 1월부터 개별동반자 행동계획(Individual Partnership Action Plan) 내에서 나토와 더욱 협력하기 시작하였다. 그 후 보스니아는 2008년 부쿠레슈티 정상회담에서 강화된 대화의 과정을 시작하였다. 그 국가는 2008년 9월 25일 나토 지망국들의 아드리아 헌장에 가입하도록 초청받았다. 그 후 2008년 11월 국방장관과 사라예보에 있는 나토 사무소의 공동발표는 보스니아 헤르체고비나가 지금까지 이루어진 국방개혁을 계속한다면 2011년까지 나토에 가입할 수 있다고 제안하였다.
2009년 1월, 셀모 치코티치 국방장관은 2009년 정상회담에서 보스니아가 회원국 행동계획(MAP)을 모색하는 데 관심이 있음을 다시 확인하고 늦어도 2012년까지 회원국이 될 수 있도록 하였다. 2009년 2월, 셀모 치코티치 국방장관은 나토 가입에 대한 여론조사 결과를 제시하였는데, 국가의 70%가 나토 가입을 지지하는 반면, 보스니아 헤르체고비나 연방 정부는 89%가 나토 가입을 지지하는 반면, 스릅스카 공화국 정부는 44%만이 가입에 찬성하였다. 2009년 4월 스트라스부르-켈 정상회담에서 나토가 보스니아헤르체고비나로부터 MAP를 받지 못했지만, 2009년 9월 보스니아 헤르체고비나를 방문한 스튜어트 존스 미 국무부 관리는 2009년 12월 정상회담에서 나토가 회원국이 MAP를 받을 수 있는 가능성을 검토할 것이라고 밝히며 미국의 강력한 지지를 거듭 표명하였다. 그리고 2009년 10월 2일, 보스니아 헤르체고비나 대통령의 하리스 실라이지치는 공식적인 MAP 신청을 발표하였다. 2010년 4월 22일, 나토는 보스니아 헤르체고비나를 위한 MAP를 출범시키기로 합의하였으나, 특정 조건들을 또한 요구하였다. 그 당시 나토 회원국들 중 튀르키예는 보스니아 헤르체고비나 회원국의 가장 큰 지지자로 여겨졌다.
보스니아 헤르체고비나는 63개 군사시설에 대한 등록을 지방정부에서 연방정부로 이양하는 내용의 연례 국가계획(National Programme)을 아직도 이행하지 않고 있다. 2018년 11월 현재 33개 시설이 완전히 이양되었으며, 이들은 모두 보스니아 헤르체고비나 연방에 위치해 있다. 스릅스카 공화국은 이에 반대하며, 스릅스카 공화국 내 위치한 23개 시설의 이양을 거부하고 있다. 보스니아 법원은 스릅스카 공화국 마을 한 피예샤크에 있는 군사시설을 보스니아 정부에 이양해야 한다고 판결했다. 이는 2017년 8월 16일 보스니아 헤르체고비나 헌법재판소의 판결에 의해 유지되었다.
모든 군사시설 및 군용 재산이 완전히 등록되지 않았음에도 불구하고, 나토는 보스니아 헤르체고비나 회원국 행동 계획의 활성화를 승인하고, 2018년 12월 5일 보스니아에 연례 국가 계획을 제출할 것을 요청했다. 12월 17일, 미국 국무부 부장관 존 설리번은 미국은 보스니아 헤르체고비나의 나토 가입을 지지한다고 밝혔고, 세르비아계의 반대를 일축하며, "미국은 국가의 안정에 대한 어떠한 위협에도 강력하게 대응할 것"이라고 덧붙였다. MAP 연례 국가 계획의 제출은 보스니아 대통령의 세르비아계 의원인 밀로라드 도디크의 거부권으로 인해 지연되었다. 이 문제는 또한 2018년 보스니아 총선 이후 내각 구성을 지연시켰다. 2019년 11월 19일, 내각 구성에 대한 광범위한 합의의 일환으로 도디크는 브뤼셀로 송부되는 개혁 프로그램에 동의했다. 그러나, 이 개혁 프로그램이 실제로 나토 산하의 연례 국가 계획인지에 대해서는 의견이 분분하다.

### 키프로스
키프로스는 EU 회원국 중 유일하게 나토 회원국도 아니고 PfP 프로그램에 가입하지 않은 국가이다. 2011년 2월 키프로스 의회는 이 프로그램에 가입 신청을 의결했지만, 데메트리스 크리스토피아스 대통령은 이 결정이 키프로스 분쟁을 종식하고 섬을 비무장화하려는 키프로스의 노력을 방해할 것이라며 거부권을 행사했다. 나토 회원국인 튀르키예는 분쟁이 해결될 때까지 나토와 협력하려는 키프로스의 모든 시도에 거부권을 행사할 가능성이 높다. 2013년 2월 키프로스 대통령 선거에서 승리한 니코스 아나스타시아디스는 취임 직후 PfP 프로그램 가입을 신청할 계획이라고 밝혔다. 2018년 니코스 크리스토둘리데스 외무장관은 키프로스의 외교 및 국방 업무를 유럽연합(EU)의 틀 내에서 유지하는 것을 선호하며 키프로스의 나토 가입 또는 평화를 위한 동반자 관계를 일축했다.

### 그루지야
2008년 부쿠레슈티에서 열린 나토 정상회의에서 조지아는 나토 가입에 대한 약속을 받았다. 현재 조지아는 나토의 파트너 국가이며, 나토 또한 조지아에 연락사무소를 설치한 상태이다.

### 아일랜드
아일랜드는 1999년부터 나토의 평화동반자협정(PfP) 프로그램 회원국이며, 동맹의 유럽-대서양동반자협정(EAPC) 회원국이지만, 전통적인 군사적 중립 정책 때문에 공식적으로 나토 정회원국 가입을 신청한 적은 없다. 아일랜드는 PfP 계획 및 검토 프로세스(PARP)에 참여하는데, 이는 다른 나토 회원국들과 아일랜드 군대인 국방군의 상호 운용성을 높이고, 평화 유지 활동에 대한 다른 전문 군사력들과 성공적으로 배치될 수 있도록 허용된 국제 표준에 부합하는 것을 목표로 한다.
아일랜드 정부가 나토 주도의 임무에 병력을 배치하기 위한 정책은 유엔(유엔 안전보장이사회 결의 또는 유엔 총회 결의)에 의해 위임되었고 아일랜드내각의 지원을 받으며 (아일랜드 의회) 승인을 받아야 한다. 이것은 아일랜드의 "3중 자물쇠"로 알려져 있다. 아일랜드는 2001년부터 2014년까지 아프가니스탄에 주둔한 나토 주도의 국제안보지원군 (ISAF)에 제한된 병력을 공급했으며, 현재 진행 중인 나토 주도의 코소보군 (KFOR)을 지지하는데, 이들은 안보리 결의에 의해 제재를 받았기 때문이다.
아일랜드의 여론은 무력 충돌에서 중립 정책을 계속 지지하고 있으며, 현재 어떤 주요 정당도 나토 가입을 전적으로 지지하지 않는다. 주로 중도 우파인 파인 가엘 당 내에서 아일랜드의 나토 가입을 지지하는 많은 정치인들이 있었고, 지금도 있지만, 대다수의 정치인들은 여전히 그렇지 않다. 중립 또는 나토 가입에 어떠한 변화가 있기 전에 국민투표가 실시되어야 한다는 것은 널리 이해되고 있다. 2013년에 그 나라를 방문한 동안, [[ 전 나토 사무총장은 아일랜드가 언제든지 나토에 가입할 수 있는 "문이 열려있다"고 말했다.

### 카자흐스탄
카자흐스탄은 나토의 평화를 위한 동반자국 프로그램에 가입해있다.

### 코소보
코소보는 2012년 7월에 PfP 프로그램 가입 신청서를 제출했지만, 나토 회원국 4개국의 승인 부족으로 가입에 차질이 생길 수 있다.

### 몰타

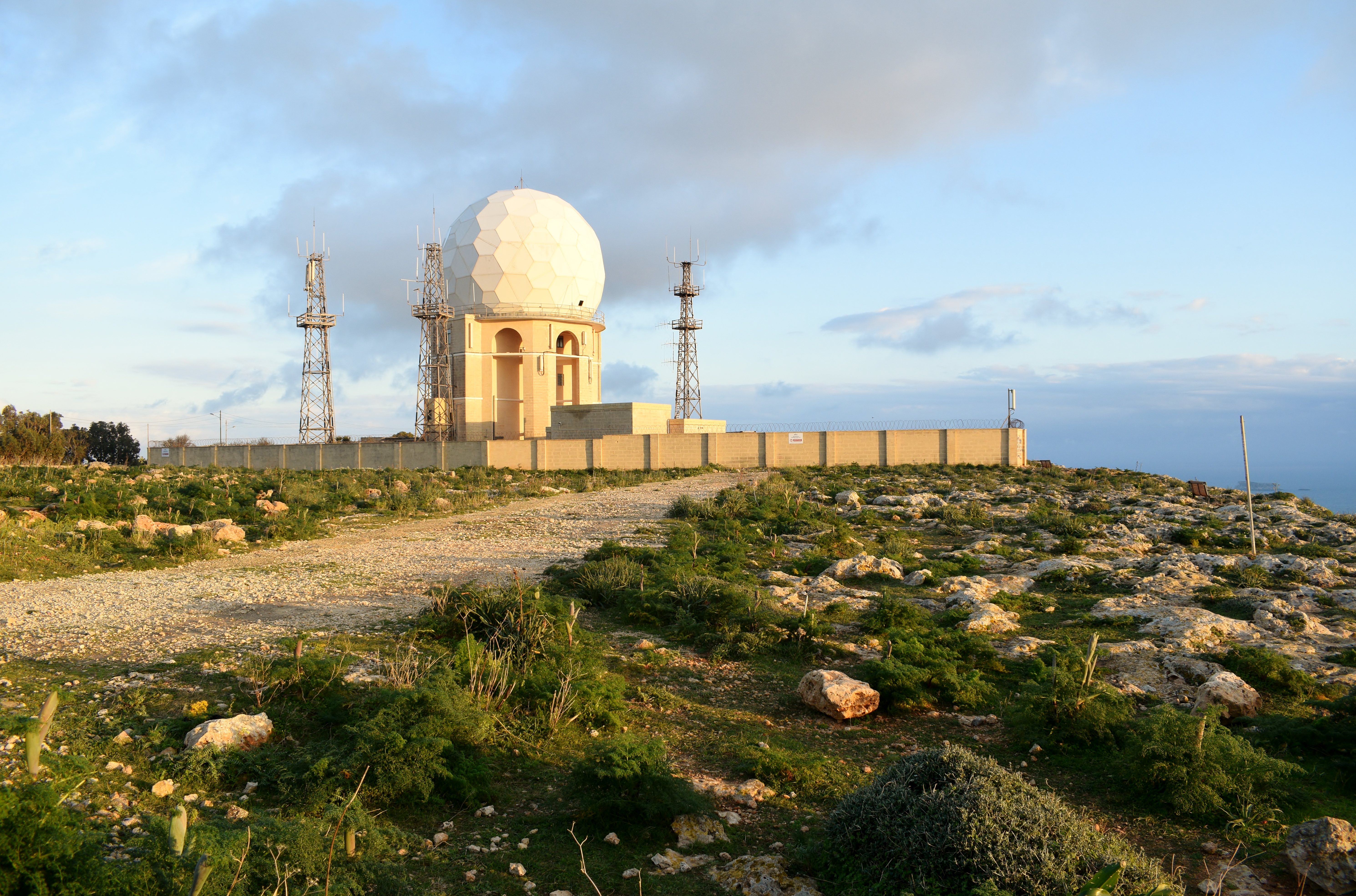
냉전 당시 나토군이 사용한 몰타 내 레이더기지

1949년 북대서양 조약이 체결될 당시 지중해 섬인 몰타는 조약의 최초 서명국 중 하나인 영국의 보호령이였다. 이처럼 몰타는 나토를 포함한 영국의 국제 회원권을 공유했다. 1952년에서 1965년 사이에 몰타의 수도 발레타 바로 외곽에 있는 플로리아나 마을에 연합군 지중해의 본부가 있었다. 몰타가 1964년 독립했을 당시 수상 조지 보그 올리비에는 몰타가 나토에 가입을 희망한다고 밝혔다. 올리비에는 나토 가입이 수반되는 안전 보장 없이 몰타에 나토 본부가 존재한다는 것이 국가를 잠재적인 목표로 만드는 것을 우려했다. 그러나 당시 준비한 각서에 따르면 나토 제임스 로버츠 부사무총장이 올리비에의 공식 가입 신청서 제출을 거부당했다. 영국을 포함한 일부 나토 회원국은 몰타의 나토 가입에 반대한다고 여겨졌다. 그 결과 올리비에는 나토에 준회원국 자격이나 일방적인 안전 보장을 구하거나, 그에 대한 보복으로 몰타에 있는 나토 본부를 폐쇄하는 등의 대안을 고려했다. 결국 올리비에는 동맹을 지지하고 연간 약 200만 파운드의 대가로 영국과 몰타 군사 시설 사용에 대한 국방 협정을 체결했다. 이러한 우호적인 정책은 1971년 노동당의 돔 민토프가 총리로 선출되면서 바뀌었다. 민토프는 외교 정책으로 중립성을 지지했고, 이후 1974년 제1조 개정으로 이 지위가 국가 헌법에 보장되었다. 1979년 영국 해군이 몰타항을 떠나며 몰타는 비동맹 운동에 가입했다.
몰타는 1995년 국민당 에디 페네치 아다미 총리 시절 유럽대서양동반자협의회(EU) 다자방위포럼과 북대서양조약기구(나토·나토) 평화동반자협정(PfP)에 참여했다. 이듬해 노동당이 재집권하면서 몰타는 두 기구에서 모두 탈퇴했다. 1998년 국민당이 의회 다수당을 재개했지만 2004년 유럽연합(EU)에 가입한 뒤인 2008년까지 EAPC와 PfP 프로그램에 다시 참여하지 않았다. 몰타는 재가입 이후 나토와 관계를 구축하고 PfP 계획 및 검토 프로세스, 평화 및 안보를 위한 나토 과학 프로그램 등 더 광범위한 프로젝트에 참여하고 있다.
북대서양조약기구 가입은 여당인 노동당이나 야당인 국민당을 포함한 어떤 정당도 지지하지 않는다. 옌스 스톨텐베르그 나토 사무총장은 이 동맹이 몰타의 중립 입장을 전적으로 존중하며, 몰타가 동맹에 가입하도록 압력을 가하지 않는다고 밝혔다. 섬나라 외교부가 실시한 2022년 2월 여론조사에 따르면, 조사 대상자의 63%가 몰타의 중립을 지지했으며, 단지 6%만이 이 정책에 반대했으며, 14%는 미정이었다. 2022년 5월 유로바로미터 조사에 따르면, 몰타인의 75%는 유럽연합 내에서의 더 큰 군사 협력을 지지할 것으로 나타났다.

### 몰도바

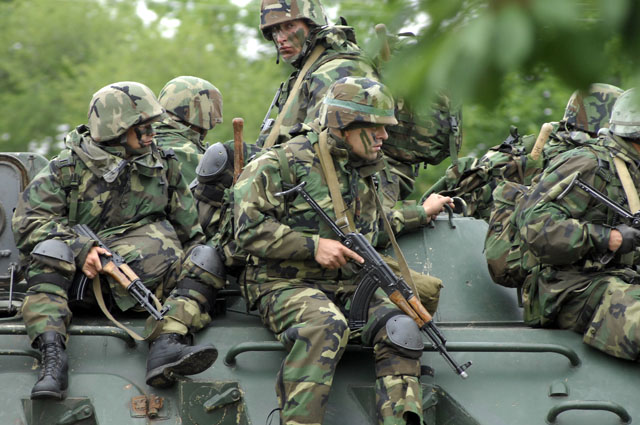
몰도바군이 미국 및 나토군과 함께 불보아카에서 열린 2011 평화 방패 훈련에 참가한 모습.

몰도바는 현재 나토에 가입할 계획이 없다. 평화를 위한 파트너십 프로그램과 개별 파트너십 행동 계획에 참여했다. 전임 공산 정부는 러시아와 더 동맹 관계에 있는 것으로 여겨졌으며 이미 독립 국가 연합의 회원국이다. 2009년 4월 몰도바는 6월 나토 군사 훈련에 참여하지 않겠다고 발표했다. 2009년 7월 몰도바 의회 선거에서 선출된 새로운 집권당인 유럽 통합 동맹은 회원국 자격으로 이동하거나 독립 국가 연합에서 탈퇴하기 위한 어떤 조치도 취하기를 거부했으며, 그렇게 할 계획도 부인했다. 몰도바는 트란스니스트리아 영토와도 지속적인 내부 갈등을 겪고 있다.

### 러시아
2009년 4월 라도스와프 시코르스키 폴란드 외무장관은 러시아를 나토에 포함시킬 것을 제안했다. 2010년 3월 이 제안은 독일 국방 전문가 클라우스 나우만 장군, 프랑크 엘베, 울리히 바이저, 볼커 뤼헤 전 독일 국방장관이 공동 작성한 공개 서한에서 반복되었다. 서한에서 나토가 신흥 아시아 강대국의 균형을 맞추기 위해서는 신흥 다극체제 내 국가의 탄생을 계기로 러시아가 필요하다는 의견이 제시되었다. 그러나 러시아 지도부는 러시아가 동맹에 가입하지 않을 계획임을 분명히 하면서 낮은 수준의 협력을 유지하는 것을 선호하고 있다. 드미트리 로고진 나토 러시아 특사는 "강대국은 연합에 가입하는 것이 아니라 연합을 만든다. 러시아는 스스로를 강대국이라고 생각한다"고 말하면서도 미래의 어느 시점에서는 가입을 배제하지 않았다고 말했다.

### 세르비아
나토는 역사적으로 보스니아 전쟁 동안 보스니아-세르비아 군대와 전투를 한 경험이 있고 1999년 세르비아 (당시 유고슬라비아의 일부)의 목표물들을 폭격함으로써 코소보 전쟁에 개입했다. 슬로보단 밀로셰비치 대통령의 타도 이후, 세르비아는 나토와의 관계를 개선하기를 원했다. 그러나, 1999년 나토의 유고슬라비아 폭격으로 인해 정당들과 사회의 많은 부분이 아직도 분개하고 있기 때문에, 미래의 군사 동맹 가입은 여전히 매우 논란이 되고 있다. 조란 딘지치 총리 재임 기간 동안, 국가(당시 세르비아와 몬테네그로)는 나토에 가입하는 것을 배제하지 않았다. 그러나 2003년 딘지치 총리의 암살 이후, 베오그라드는 점점 더 군사적 중립 (2007년 공식 선언) 과정을 선호하기 시작했다.
이후 몬테네그로와 코소보의 독립은 세르비아와 나토 사이의 관계를 악화시켰다. 그러나 세르비아는 2006년 리가 정상회의 동안 평화를 위한 동반자 프로그램에 가입했다. 이 프로그램은 때때로 완전한 나토 가입을 향한 첫 단계이지만, 세르비아가 그것을 동맹에 가입하려는 의도를 나타내는 것으로 인식할지는 확실하지 않다.

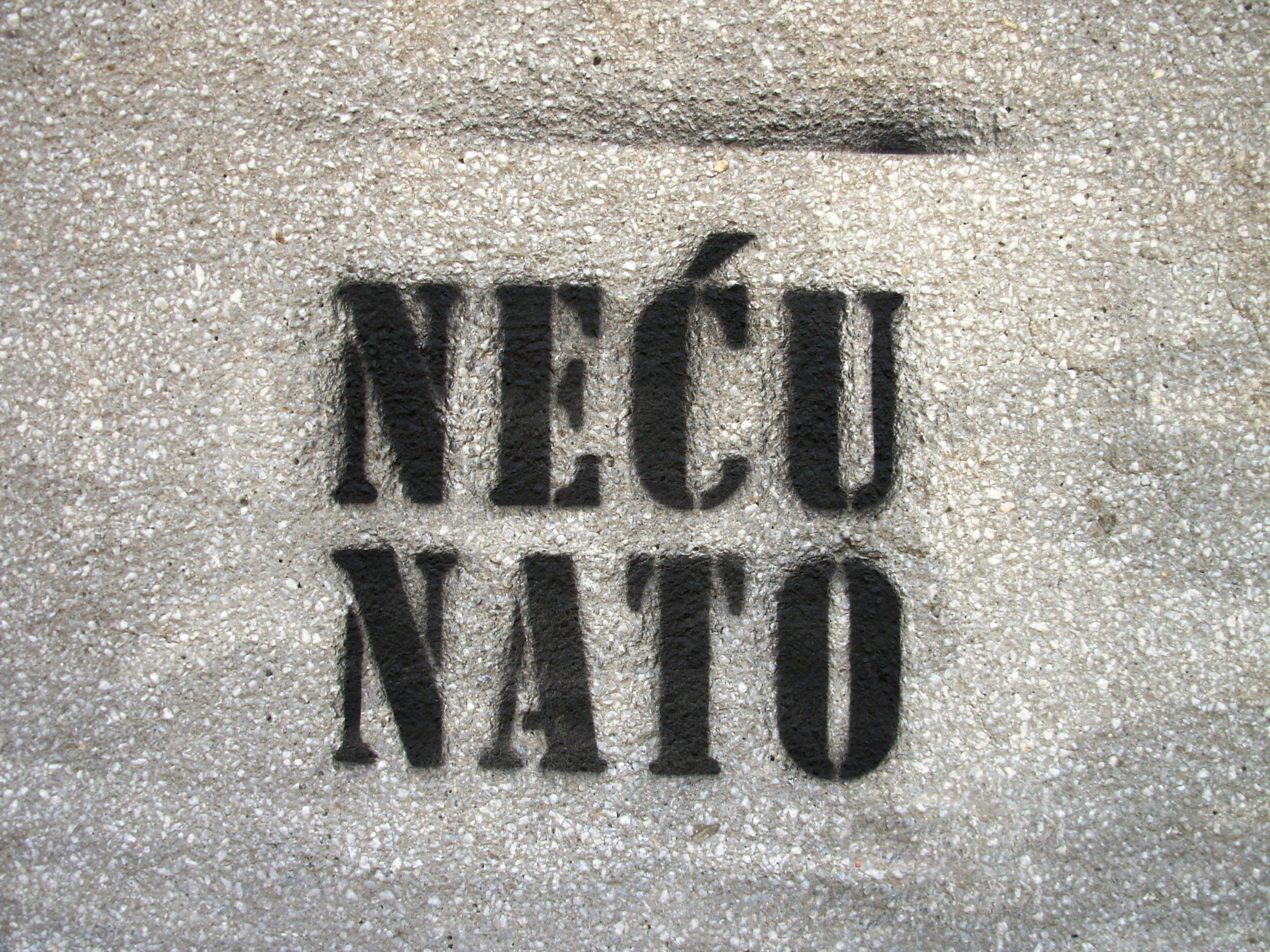
Neću NATO (나는 나토를 원하지 않는다) 2011년 세르비아에서 나토 반대 문구

2008년 1월 코소보의 독립 선언에 대해 나토가 공개적으로 지지함에 따라 나토 통합에 대한 지지는 크게 떨어졌다. 앞서 2007년 9월 여론조사에서 세르비아 국민의 28%가 나토 가입을 지지했으며 58%가 평화를 위한 동반자 관계를 지지했다. 민주당은 평화를 위한 동반자 관계로 충분하다며 친 나토 태도를 철회했다.
현재 세르비아의 우선순위에는 나토 가입이 포함되어 있지 않지만, 동맹은 세르비아가 준비가 되면 언제든지 대화 프로그램에 참여할 수 있는 초대장을 제공했다. 2008년 10월 1일, 드라간 슈타노박 세르비아 국방부 장관은 나토와 정보 교환 협정에 서명했는데, 이것은 평화를 위한 동반자 관계 프로그램에 완전히 가입하기 위한 전제 조건 중 하나다.
세르비아는 2015년 나토와 최초의 개별동반자 행동계획(Individual Partnership Action Plan)을 실시하고, 정기적으로 군사기동에 참여하며, 2018년 나토와 공동 민방위훈련을 개최하였다.

### 스위스
스위스는 수세기에 걸친 군사적, 정치적 중립성을 가지고 있다. 2022년 러시아의 우크라이나 침공 이후, 더 긴밀한 나토 동맹에 대한 스위스의 지지는 역사적으로 최고치에 달했다.

### 우크라이나
2008년 초, 우크라이나 대통령, 총리, 의회 의장은 회원 행동 계획을 신청하기 위해 공식 서한을 보냈다. 나토에 우크라이나가 가입한다는 아이디어는 많은 나토 지도자들로부터 지지를 얻었다. 2008년 부쿠레슈티 정상회담에서 나토 사무총장인 야프 더 호프 스헤퍼르는 기자회견에서 조지아와 우크라이나가 결국 나토에 가입할 것이라고 선언했다. 나토-우크라이나 위원회 내에서 나토 관계자들은 우크라이나 관리들에게 그들의 국가를 동맹에 가입하도록 기꺼이 초대할 용의가 있다고 안심시켰다. 러시아 외무부 차관인 알렉산드르 그루시코는 우크라이나를 위한 나토 가입이 러시아에 최선의 이익이 아니며 두 국가의 관계에 도움이 되지 않을 것이라고 발표했다.

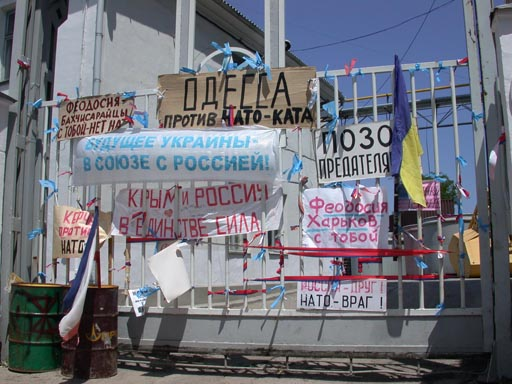
2006년 페오도시야에서 나토 가입 반대 문구

2002년부터 2014년까지 진행된 여러 독립 여론조사에 따르면 나토 가입에 대한 우크라이나 여론은 분열되어 있었는데, 대부분의 여론조사자가 군사 동맹 가입에 반대했으며 많은 사람들이 나토 가입을 위협으로 인식했다. FOM-우크라이나 여론조사기관에 따르면 2009년 4월 현재 우크라이나 국민 57%가 가입에 반대했으며 21%는 가입에 반대했다. 2008년 10월 갤럽 조사에 따르면 45%가 나토를 자국에 대한 위협으로 간주했으며 15%만이 보호와 관련이 있는 것으로 나타났다. 유리 예카누로프와 율리아 티모셴코와 같은 우크라이나 정치인은 대중이 나토 가입을 계속 반대하는 한 우크라이나가 나토에 가입하지 않을 것이라고 말했다. 2008년 우크라이나 정부는 우크라이나 국민에게 가입 결과를 알리는 정보 캠페인을 시작했다.

2010년 선거는 빅토르 야누코비치를 우크라이나 대통령으로 재임시켰으며, 이는 우크라이나와 나토의 관계에 있어 전환을 의미했다. 2010년 2월, 그는 우크라이나와 나토의 관계는 현재 "잘 정의되어 있다"며 "우크라이나가 나토에 가입하는 것에 대해 의문의 여지가 없다"고 말했다. 그는 우크라이나의 나토 가입 문제가 "언젠가는 나타날지 모르지만, 우리는 가까운 미래에 그것을 보지 못할 것"이라고 말했다. 2010년 3월 브뤼셀을 방문하면서 그는 나아가 동맹의 지원 프로그램의 회원국으로서 우크라이나의 지위에 어떠한 변화도 없을 것이라고 말했다. 그는 이후 모스크바를 방문하는 동안 우크라이나가 "유럽의 비동맹 국가"로 남아있을 것이라고 거듭 강조했다. 그리고 나서 2010년 6월 3일 우크라이나 의회는 야누코비치 자신이 직접 작성한 법안에서 "유로-대서양 안보 및 나토 가입으로의 통합"이라는 목표를 국가 안보 전략에서 제외하기로 투표했다.

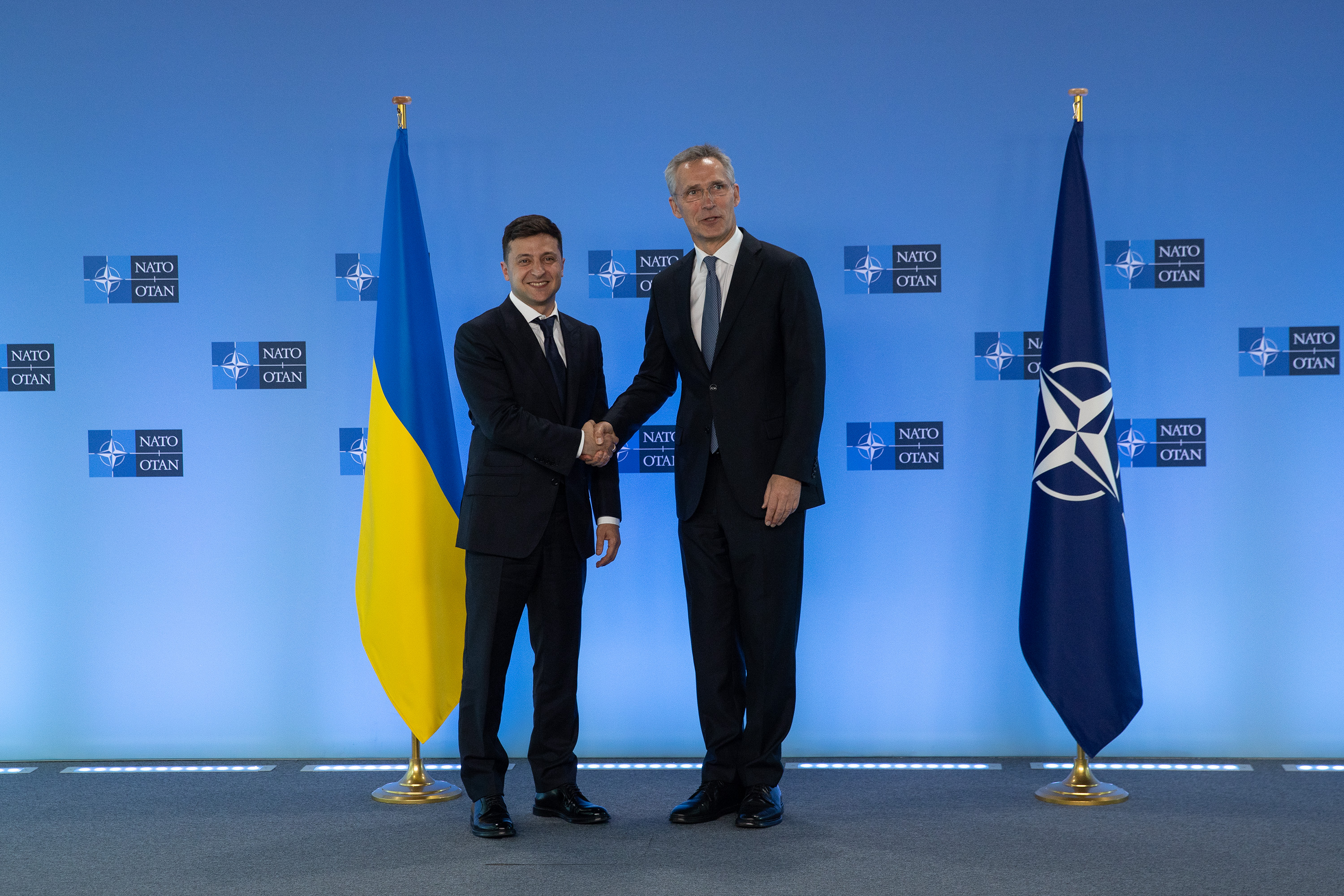
2019년 6월 볼로디미르 젤렌스키 우크라이나 대통령과 옌스 스톨텐베르그 나토 사무총장

유로마이단 사태 당시 2014년 2월 야누코비치는 우크라이나를 탈출하였다. 집권한 임시 야체뉴크 정부는 처음에 비동맹국 지위와 관련하여 나토 가입 계획이 없다고 밝혔다. 그러나 2014년 10월 러시아의 우크라이나 침공과 의회 선거 이후 새 정부는 나토 가입을 우선 과제로 삼았다. 2014년 12월 23일 우크라이나 의회는 "우크라이나의 안보를 보장하고 외부의 침략과 압력으로부터 우크라이나를 보호하는 데 효과가 없음이 입증된" 우크라이나의 비동맹국 지위를 포기했다. 이후 우크라이나와 나토는 합동 세미나와 합동 전술 및 전략 연습 및 작전을 개최했다.

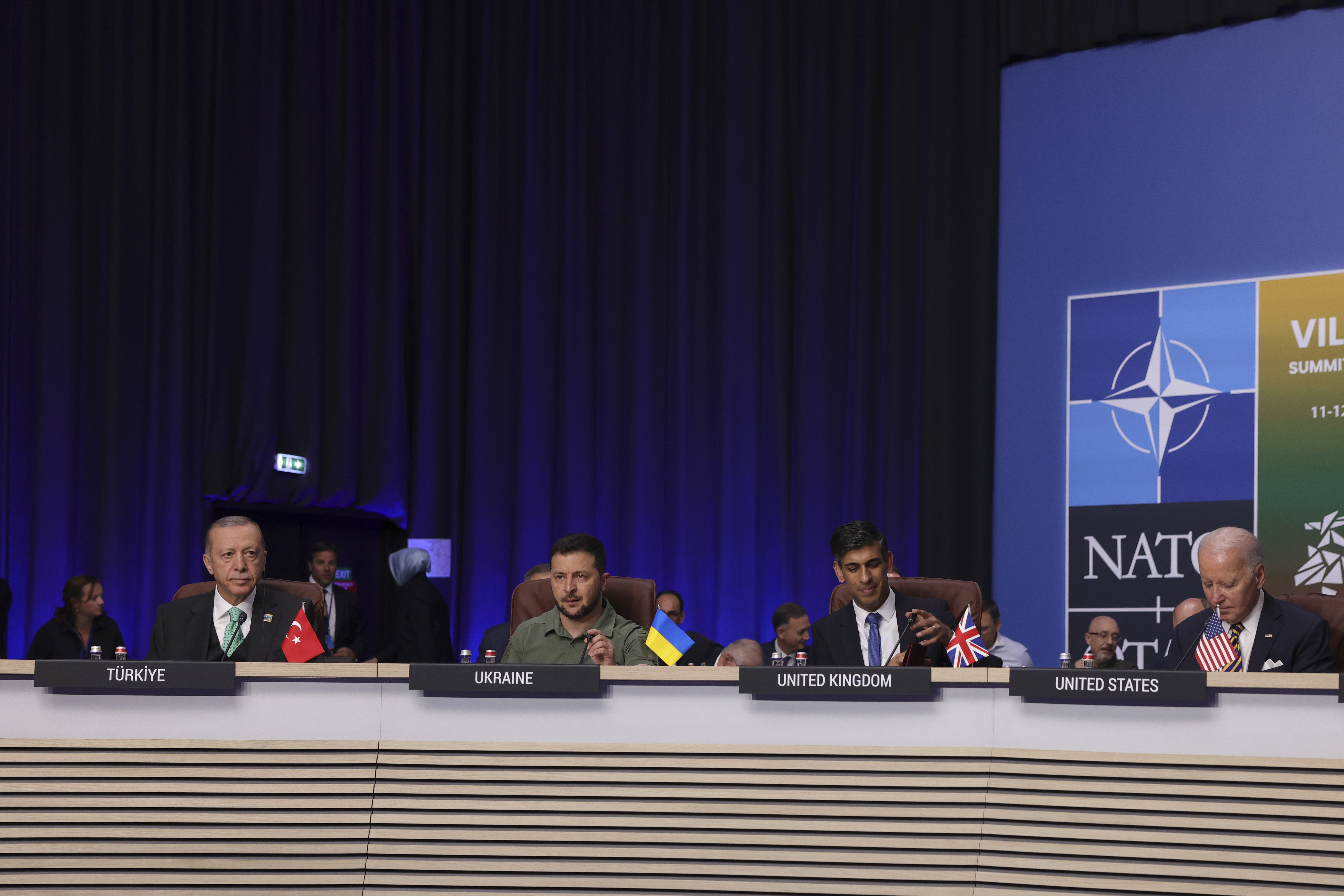
2023년 나토-우크라이나 위원회

2014년 우크라이나에 대한 러시아의 군사 개입이 시작된 이후, 나토에 대한 우크라이나의 가입에 대한 대중의 지지는 크게 상승했다. 2014년 6월 여론 조사에 따르면 약 50%가 우크라이나 가입에 대한 음성 지원을 요청했다. 2022년 초(러시아의 우크라이나 침공이 시작되기 직전)까지 러시아가 우크라이나 국경 근처에 군대를 구축하면서 지지는 62%로 더 상승했다. 2022년 3월, 볼로디미르 젤렌스키 우크라이나 대통령은 우크라이나가 가까운 미래에 나토에 가입할 것으로 예상하지 않는다고 말했다. 그러나 2022년 9월, 그는 러시아의 동남부 우크라이나 합병 주장에 따라 우크라이나가 가속화된 절차로 나토 가입을 신청했다고 발표했다.

## 글로벌 나토
2006년 이보 달더는 제임스 골드게이어와 함께 "글로벌 나토"라는 용어를 고안했다. 그 후, 다양한 국가들, 즉 브라질, 남아프리카 공화국, 싱가포르, 인도, 이스라엘, 그리고 가장 많이 호주, 일본, 한국, 뉴질랜드, 콜롬비아의 가입에 대한 논의가 이뤄졌다. 그 아이디어는 냉전시대의 기구를 "글로벌 민주주의 국가 연합"으로 바꾸는 것이다.

### 호주
호주의 북대서양조약기구 가입 논의가 종종 거론된다.  파이브 아이즈, 오커스 등으로 인하여 호주는 '사실상의 북대서양조약기구 회원국'으로 불리기도 한다. 나토는 호주를 위기 및 분쟁 관리, 분쟁 후 상황, 재건 및 인도적 지원 및 재난 구호 작업에 합의하는 '전 세계의 파트너' 중 하나로 지칭한다. 2012년 6월 나토와 호주는 공동 정치 선언문에 서명한 데 이어 이듬해 2월 '개별 파트너십 및 협력 프로그램' 서명을 받았다.
당시 북대서양조약기구 군사위원장이었던 크누드 바르텔스 장군은 "나토와 호주는 강력한 파트너십을 맺고 있고, 미래의 글로벌 과제에 더 잘 대처하기 위해 협력할 수 있는 능력을 높이는 데 전념하고 있기 때문에 실질적이고 실질적인 협력, 서로 배우고, 모범 사례를 공유하고, 공통 표준을 개발할 필요가 있다"고 강조했다. 호주는 2022년 처음으로 북대서양조약기구정상회의에 참석했다.

### 콜롬비아
콜롬비아는 라틴 아메리카에서 나토의 최신 파트너이며 콜롬비아는 나토가 파트너에게 제공하는 모든 범위의 협력 활동에 접근할 수 있다. 나토와 콜롬비아는 공동의 안보 문제를 해결하기 위해 대화와 협력을 강화하기 위한 목적으로 파트너십 계약을 체결했다. 미국과 스페인의 긴밀한 전략적 동맹국이자 무역 파트너인 콜롬비아는 나토와 나토의 행동에 강력한 지지자였다. 2009년 콜롬비아 정부는 ISAF의 일원이 되어 지뢰 탐지 작업에 스페인 파견대와 협력할 것을 요청했지만 콜롬비아가 직면한 내부 갈등으로 인해 실현되지 않았다. 2011년 3월 콜롬비아는 유엔 안전보장이사회 결의 1973에 찬성표를 던졌고, 이에 따라 리비아 내전에 나토의 군사 개입이 공식적으로 허용되었다. 2012년 4월 콜롬비아는 나토 ATP-56(B)으로 수정되어 콜롬비아에 "연좌" 지위를 부여하고 나토 회원국과 공대공 연료 공급 능력을 재구축했다.
2013년 6월 4일, 콜롬비아 대통령 후안 마누엘 산토스는 콜롬비아가 결국 군사 동맹에 가입하기를 희망하며 나토와 협력 협정에 서명할 것이라고 발표했다. 산토스는 또한 다음과 같이 말했다: "만약 우리가 평화를 이룰 수 있다면, 군대는 국제적으로도 두각을 나타낼 수 있는 곳에 있을 것이다. 우리는 이미 많은 분야에서 평화를 실현하고 있다." 이에 대해 미국 정부는 "우리의 목표는 다양한 국제 기구의 능력 있고 강한 멤버로서 콜롬비아를 지원하는 것이며, 그것은 나토를 포함하는 것이 좋다. 궁극적으로 이것은 나토 회원국 모두가 내려야 할 결정이다."
그러나, 같은 날, 콜롬비아와 나토 관계자는 모두 콜롬비아를 위한 나토 가입을 반대했다. 후안 카를로스 핀존 국방장관은 그의 나라가 단지 나토와 협력 계약을 체결하기를 원했을 뿐이라고 말했고, 나토 관계자는 "동맹과 콜롬비아 사이의 공식적인 협력 관계를 구축하기 위한 즉각적인 계획은 없지만, 우리는 함께 특정 활동을 수행할 가능성을 모색하고 있다... 그리고 우리는 동맹과 콜롬비아 사이의 기밀 정보 교환을 허용하는 정보 보안 협정을 개발하고 있습니다"라고 언급했다.
2022년 3월 10일, 2022년 러시아의 우크라이나 침공과 베네수엘라와의 새로운 석유 협상이 진행되는 가운데, 조 바이든 미국 대통령은 백악관에서 열린 양자 회담에서 콜롬비아가 주요 비 나토 동맹국으로 지정되었다고 발표했다.

### 인도
2011년 9월, 나토 동맹은 인도를 탄도 미사일 방어 (BMD)의 파트너로 초대했다. 보고서에 따르면, 한 나토 고위 관리는 인도 대표들에게 "당신은 당신에게 직면한 미사일 위협을 가지고 있다. 우리는 우리에게 직면한 미사일 위협을 가지고 있다. 그것은 다른 것이지만, 그것을 방어하는 우리의 능력은 같을 수 있다. 우리는 그런 종류의 문제들에 대해 협력하고 있다. 우리는 함께 협력하고 해결해야 한다. 우리는 개별적으로 그러한 위협에 대처할 수 없기 때문에 협력할 필요가 있다. 우리는 개별적으로 그러한 위협에 대처할 수 없기 때문에 협력할 필요가 있다. 그런 문제들을 개별적으로 다루는 것보다 일반적으로 다루는 것이 더 좋다." 인도 BMD 프로그램의 설계자인 V. K. 사라스왓은 그 후에 "우리는 그 보고서를 분석하고 있다. 그것은 고려 중이다"라고 알렸다.
이보 달더 당시 미국 나토 대사는 인도가 비동맹국의 역할에서 벗어나 나토에 가입해야 한다고 제안했다. 러시아의 소리 방송은 모스크바에 있는 나토의 정보국장인 로버트 프셸의 말을 인용해 "현대의 많은 위협들이 세계적이며 인도와 같은 신흥 강대국 없이는 이를 해결하는 것이 거의 불가능하다는 데 나는 달더의 의견에 동의한다"고 전했다. 달더 대사는 이어 "이번 대화는 인도의 자체 안보와 국제 안보 개념이 나토의 국제 안보 개념과 어떻게 부합하는지, 그리고 행위자인 나토와 국가인 인도가 어떻게 협력해 안보를 증진할 수 있는지에 관한 것이어야 한다"고 말했다.
비록 로버트 게이츠 전 국방장관이 "회담은 단지 초기 단계에 불과했다"고 말했지만, 미국과 인도는 이미 합동 미사일 방어 체계의 가능성을 연구했다. 러시아 전략 연구소의 보리스 볼콘스키는 "인도와 같은 동맹국은 남아시아와 서남아시아 및 기타 세계 지역에서 미국의 손을 강화할 것"이라고 말한 것으로 인용되었다. 러시아의 소리 분석은 "중국의 떠오르는 용"에 대한 인도와 미국의 공유된 두려움에서 추가적인 속셈을 추측했다.
그리고 인도 전략 공동체의 대부분의 회원들은, 나토의 아프가니스탄 임무가 자국의 안정화를 위한 인도의 전략적 이익과 일치한다는 점은 쉽게 인정하지만, 그들은 이 점을 근거로 인도와 나토가 반드시 보다 긴밀한 협력관계를 발전시켜야 한다는 결론을 내리는 것은 아니다. 많은 인도 분석가들은, 나토가 나토와 보다 긴밀한 협력관계를 발전시킬 경우, 자국의 국제적 위치에 미칠 수 있는 영향에 대해 의구심을 품고 있는 것으로 생각된다. 나토 리뷰가 발간한 보고서에 따르면, "선택은 분명해야 한다. 협의와 협력을 위한 장으로서의 나토의 잠재력을 활용하는 것은, 인도와 동맹 모두에게 '윈-윈' 상황이다."라고 밝히고 있다.

### 이스라엘
이스라엘은 1987년 로널드 레이건 미국 대통령에 의해 주요 비나토 동맹국으로 지정됐으며 이후 나토와 기술, 대테러, 기타 분야에서 협력해왔다.

### 일본
일본과 나토의 협력은 1990년부터 시작되었으며, 일본은 관계가 공식화되면서 최초의 "전 세계 파트너" 중 하나가 되었다. 일본은 2013년 4월 공동 정치 선언으로 관계를 심화시켰고, 2014년 5월에는 대테러 및 해적 퇴치 활동과 관련된 협정에 서명했다. 일본은 또한 1990년대에 아프가니스탄에서 나토 주도의 국제 안보 지원군과 발칸반도의 안정화 노력에 참여해 왔다.
2022년 6월 29일, 중국의 부상 속에서 대서양을 횡단하는 동맹이 아태지역 파트너들과의 관계를 심화하고자 하는 가운데, 일본 총리가 처음으로 나토 정상회의에 참석하였다. 일본과 나토는 2023년 개별 맞춤형 파트너십 프로그램(IPP)에 서명하였다.
2023년 5월 기시다 후미오 총리는 일본이 회원국 또는 준회원국으로 나토에 가입할 계획이 없다고 밝혔다. 2023년 6월 나토와 일본은 2024년 도쿄에 첫 번째 아시아 연락 사무소를 개설하여 호주, 일본, 뉴질랜드 및 한국과의 협력을 위한 허브로 사용하기로 합의한 것으로 알려졌다.그러나 이 계획들은 나중에 보류되었다.
2024년 2월 26일, 카미카와 요코 일본 외무상과 크리스토퍼 카볼리 나토군 유럽최고사령관(SACEUR)은 일-나토 간 협력을 강화하기로 합의했다. 양측은 사이버·우주·해양안보 등 분야에서 일본-나토 간 구체적인 협력이 진전되고 있는 것을 환영하고 일-나토 간 협력을 더욱 강화하기로 합의했다.

### 대한민국

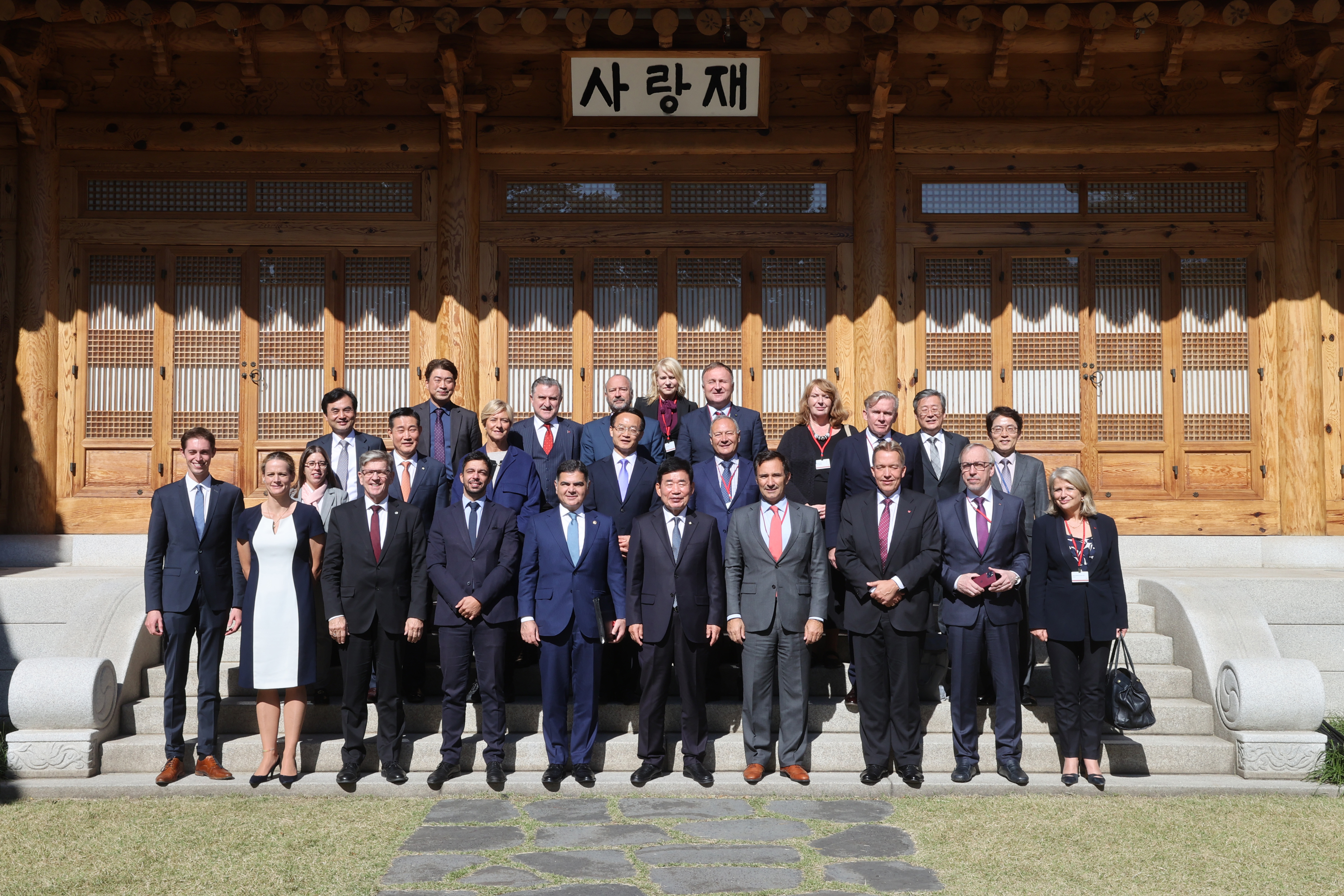
NATOM의회연맹 방한단 (2022년 10월)

한국은 나토와 여러 분야에서 협력해 온 글로벌 나토 파트너이자 주요 주요 비NATO 동맹국이다. 예를 들어, 한국은 2001년 아프가니스탄 전쟁 이후 아프가니스탄 재건을 위한 상당한 기여를 했다. 2006년에는 한국은 나토의 접촉 국가로 지정되었으며, 2008년에는 나토의 글로벌 파트너국으로 지정되었다.
한국은 또한 비확산 및 대량살상무기(WMD) 이니셔티브, 첨단 과학기술 연구 분야에서 나토와 협력했을 뿐만 아니라 환태평양 합동 연습(RIMPAC)과 같은 행사를 통한 나토 회원국과의 연합 훈련 및 나토 지도부 회의 참여를 포함한 나토군과의 상호 운용성 확보 조치를 취했다.
한국은 2022년 나토 정상회의에 처음 참석했다. 한국과 나토는 2023년 ITPP(개인 맞춤형 파트너십 프로그램)에 서명했다. 협력이 가속되는 가운데, 한국은 나토 비회원국 최초로 사이버방위센터에 가입하게 되었다. 한국은 2024년 리투아니아 수도 리가에서 열린 나토 정상회담에도 참석하였다.
이러한 대한민국과 나토의 관계 강화에 대해서 중국과 북한은 불편한 입장을 보이고 있다. 2024년 2월 29일에는 크리스토퍼 카볼리 동맹작전사령관이 한국을 방문하여 장호진 국가안보실장과 한-NATO 협력, 우크라이나 사태, 러-북 협력 및 국제정세를 논의하고, 사이버안보와 정보 공유에 있어서 협력을 더욱 진전시키기로 합의하였다.

### 몽골
나토-몽골 개별 파트너십 및 협력 프로그램은 2012년 3월 19일에 승인되었다. 이는 글로벌 파트너와의 유연한 파트너십을 위한 새로운 정책의 첫 번째 적용이다. 몽골은 2009-2014년부터 아프가니스탄에서 나토의 운영을 지원하기 위해 병력을 제공했을 뿐만 아니라 상호 운용성, 군사 현대화 및 장교 훈련과 관련된 이니셔티브에 대해 나토와 협력해 왔다. 보다 최근에는, 몽골은 사이버 보안과 군사 현장의 환경 영향을 줄이는 데 초점을 맞춘 평화 및 안보 과학 프로그램에 대해 나토와 협력해 왔다.

### 뉴질랜드
2001년 나토와 뉴질랜드는 2012년 6월 '개별 파트너십 및 협력 프로그램' 공동 서명을 통해 협력 강화를 약속했다. 뉴질랜드는 아프가니스탄 보안군 및 기관을 훈련, 조언 및 지원하기 위한 국제안보지원군 및 단호한 지원 임무의 일환으로 나토 주도의 아프가니스탄 노력에 귀중한 기여를 해왔다. 뉴질랜드는 2022년 처음으로 나토 정상회의에 참석했다.

### 파키스탄
파키스탄은 주요 비나토 동맹국으로 보스니아 헤르체고비나와 아프가니스탄의 반군 및 테러와의 전쟁, 아프가니스탄에 대한 군사 협력, 수송 및 물류 운영 지원, 비확산 등 여러 주요 부문에서 협력하고 있다.

## 같이 보기
- 나토의 확대
- 유로-대서양 파트너십 협의회
- 유럽연합-나토 관계
- 개별 파트너십 실행 계획
- 군비 지출 기준 유럽 국가 목록
- 주요 비나토 동맹국 – 미국 정부가 지정
- 나토 개방 정책
- 평화를 위한 동반자 관계
- 나토 탈퇴